# Medhufushi
Medhufushi  är en ö i Mulakuatollen i Maldiverna.  Den ligger i administrativa atollen Meem, i den centrala delen av landet, 140 km söder om huvudstaden Malé. På ön finns en turistanläggning, men ingen fastboende befolkning, varför ön officiellt räknas som obebodd. 